# شهرستان مارشال (ایندیانا)
شهرستان مارشال، ایندیانا (به انگلیسی: Marshall County, Indiana) یکی از شهرستان‌های ایالات متحده آمریکا است که در ایالت ایندیانا واقع شده‌است. مرکز این شهرستان شهر پلیموث و بزرگ‌ترین شهر آن نیز پلیموث است. بر اساس سرشماری سال ۲۰۱۰، جمعیت این شهرستان برابر با ۴۷٬۰۵۱ نفر بوده‌است.
این شهرستان در سال ۱۸۳۶ میلادی تأسیس شد و نام آن برگرفته از جان مارشال، چهارمین رئیس دیوان عالی ایالات متحده آمریکا است. مساحت کل این شهرستان ۴۴۹٫۷۴ مایل مربع است که ۴۴۳٫۶۳ مایل مربع آن خشکی و ۶٫۱۱ مایل مربع (۱٫۳۶٪) آن آب است.